# Circovirus humain 1
Espèce
Synonymes
- Human circovirus 1

Circovirus human, le circovirus humain 1 (HCirV-1) est une espèce de virus du genre Circovirus, identifiée en 2022.

## Contexte
Les circovirus sont de petits virus à ADN très résistants qui sont identifiés dès 1974 chez différentes espèces animales.

## Histoire
Il est identifié par des chercheurs de l'institut Pasteur, de l'hôpital Necker-Enfants malades (AP-HP) et de l'institut Imagine (Inserm) chez une patiente de 61 ans sous traitement immunodépresseur et souffrant d'un hépatite chronique causée par ce virus. L'origine zoonotique ou non de ce virus ainsi que la source de l'infection restent à identifier.

## Publication originale
- (en) Philippe Pérot, Beatrice Regnault, Jérôme Le Pavec, Guillaume Morcrette, Marianne Leruez-Ville, Olivier Lortholary, Anne Jamet, Marc Eloit et Philippe Pérot, Jacques Fourgeaud, Claire Rouzaud, Béatrice Regnault, Nicolas Da Rocha, Hélène Fontaine, Jérôme Le Pavec, Samuel Dolidon, Margaux Garzaro, Delphine Chrétien, Guillaume Morcrette, Thierry Jo Molina, Agnès Ferroni, Marianne Leruez-Ville, Olivier Lortholary, Anne Jamet, Marc Eloit, « Circovirus Hepatitis Infection in Heart-Lung Transplant Patient, France », Emerging Infectious Diseases, CDC, vol. 29, no 2,‎ 3 janvier 2023 (ISSN 1080-6040 et 1080-6059, OCLC 31848353, DOI 10.3201/EID2902.221468).